# Chiesa di San Cosimato

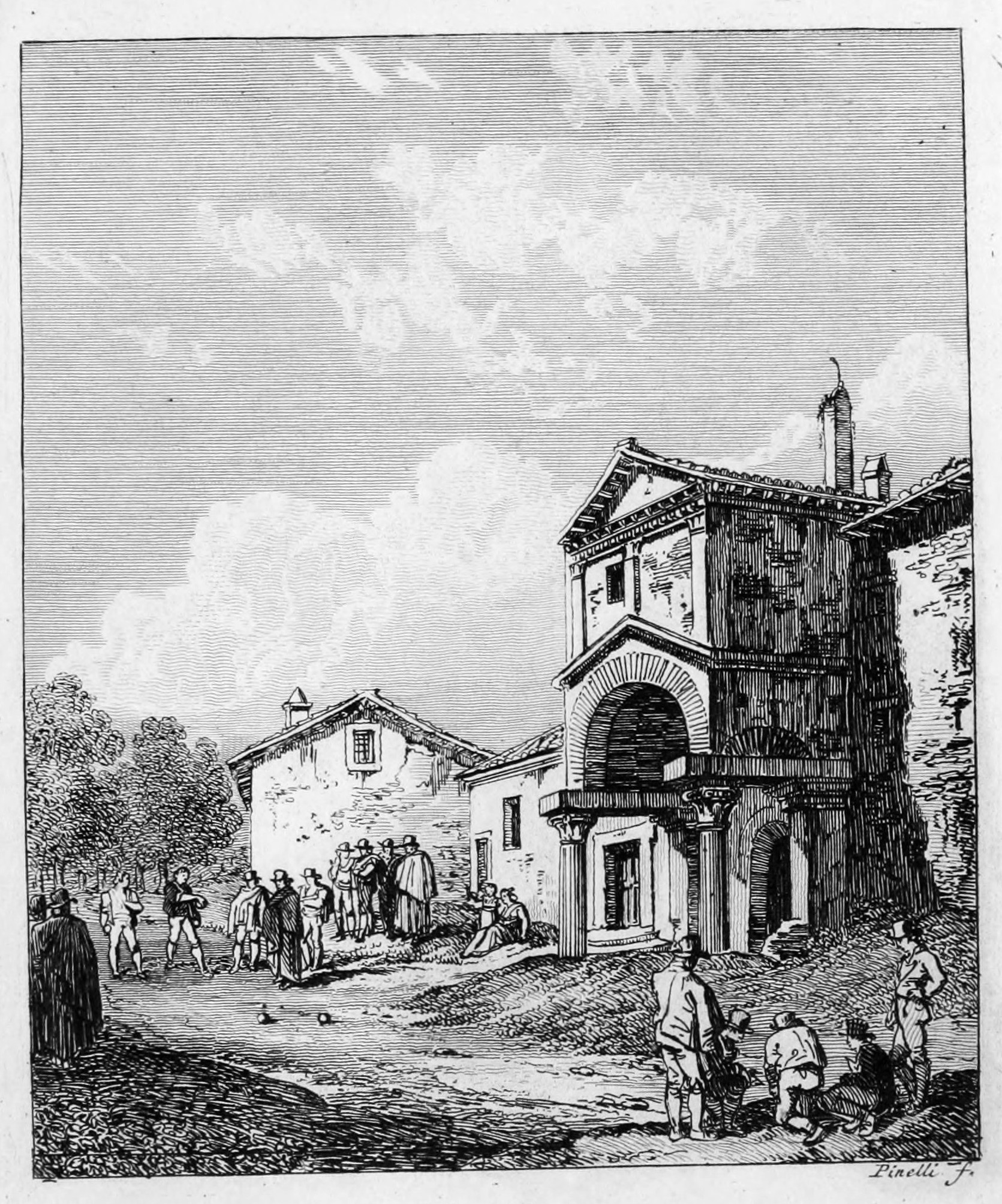
B. Pinelli, San Cosimato nell'Ottocento

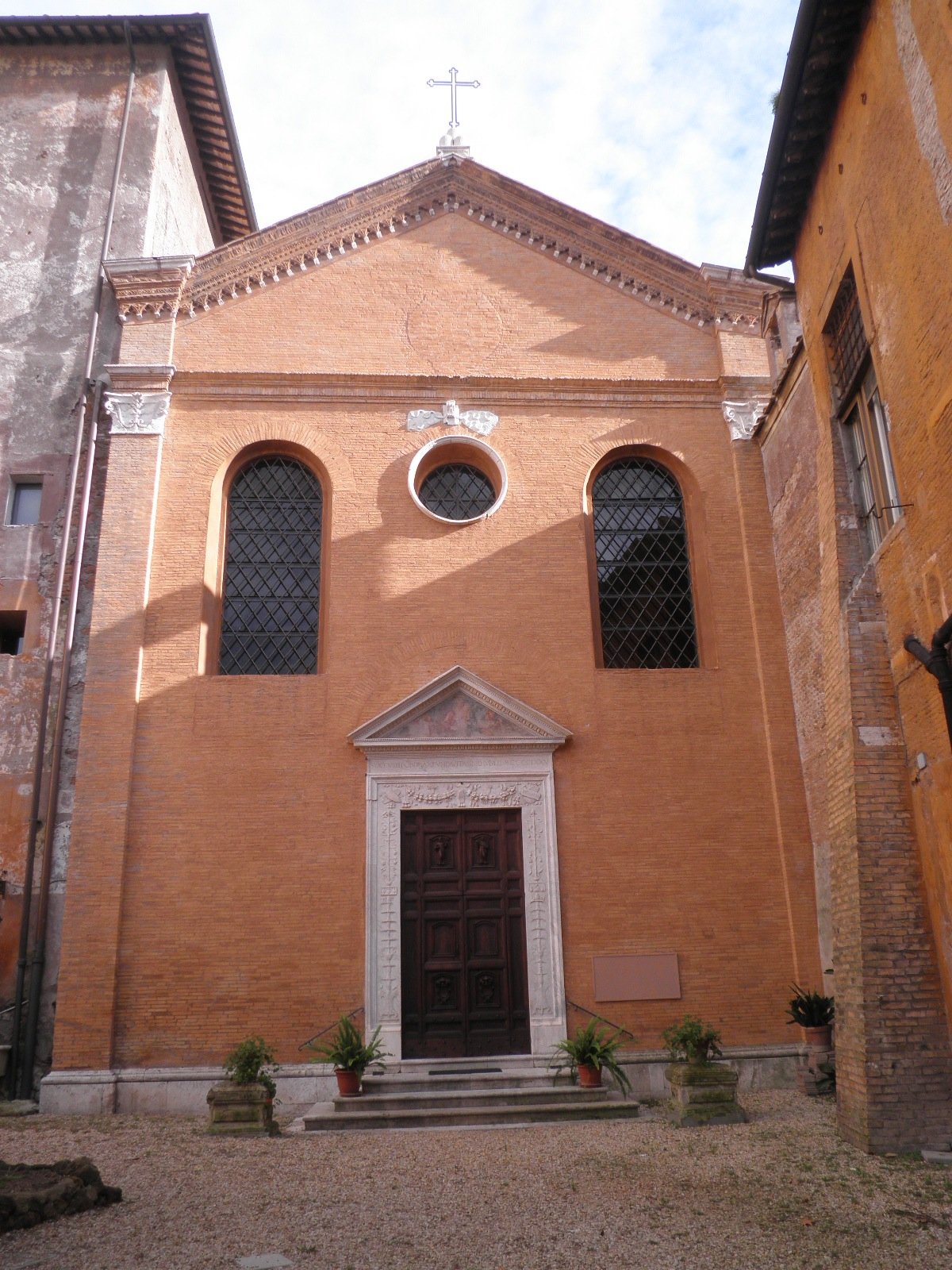
La chiesa del monastero.

La chiesa di San Cosimato è un luogo di culto cattolico della città di Roma, sorto nel X secolo nel quartiere di Trastevere e oggi inserito nell'Ospedale Nuovo Regina Margherita. È situata in Piazza di S. Cosimato.

## Il monastero
La chiesa faceva parte di un monastero - in origine benedettino - dedicato ai santi Cosma e Damiano, sorto secondo Nibby, Fea e Canina nel sito della Naumachia Augusti, e detto in mica aurea per la presenza della sabbia fluviale di colore giallastro. Dalla corruzione della titolatura originaria deriva il nome attuale. Il monastero passò alle monache "recluse di san Damiano" (Clarisse) nel 1233.
La facciata del complesso prospetta sulla piazza omonima, ad un livello più basso di quello attuale, ed è preceduta da un protiro costruito nel XII secolo con materiale di reimpiego. Di qui si accedeva ad un primo cortile che presentava "la rarità di un gran vaso da bagno di granito con anelli e teste di leoni.", ancora in situ.
Il monastero aveva due chiostri: il primo, sulla destra della chiesa, del 1240, in origine a due piani: le arcate del piano superiore furono tamponate nelle sistemazioni quattrocentesche; a questi lavori si deve anche la sala capitolare e il secondo chiostro a pilastri con pozzo coperto al centro.
Nel 1891 il monastero fu requisito dal comune, che ne fece un ospizio, e le monache trasferite al monastero di San Gregorio al Celio. Nel 1960, poi, il complesso divenne sede dell'Ospedale Nuovo Regina Margherita.

## La chiesa
Alla chiesa si accedeva dal cortile sulla piazza attraverso il protiro oggi chiuso. Sulla destra di questo cortile si apriva l'ingresso al più antico chiostro monastico, dal quale si passava nel chiostro del pozzo.
L'edificio era piccolo, trattandosi di una chiesa monastica, e fu ristrutturato insieme al monastero da papa Sisto IV della Rovere in occasione del giubileo del 1475, come è iscritto nell'architrave del portale quattrocentesco.
L'interno, a navata unica, è stato rimaneggiato nel 1871 e conserva della fase quattrocentesca solo un affresco nel presbiterio (Madonna con il Bambino tra i santi Francesco e Chiara, opera di Antonio del Massaro, detto "il Pastura").
La chiesa ha un piccolo campanile romanico.